# Scarabaeus cancer
Scarabaeus cancer là một loài bọ cánh cứng trong họ Bọ hung (Scarabaeidae).